# Estación de Vicálvaro-Empalme

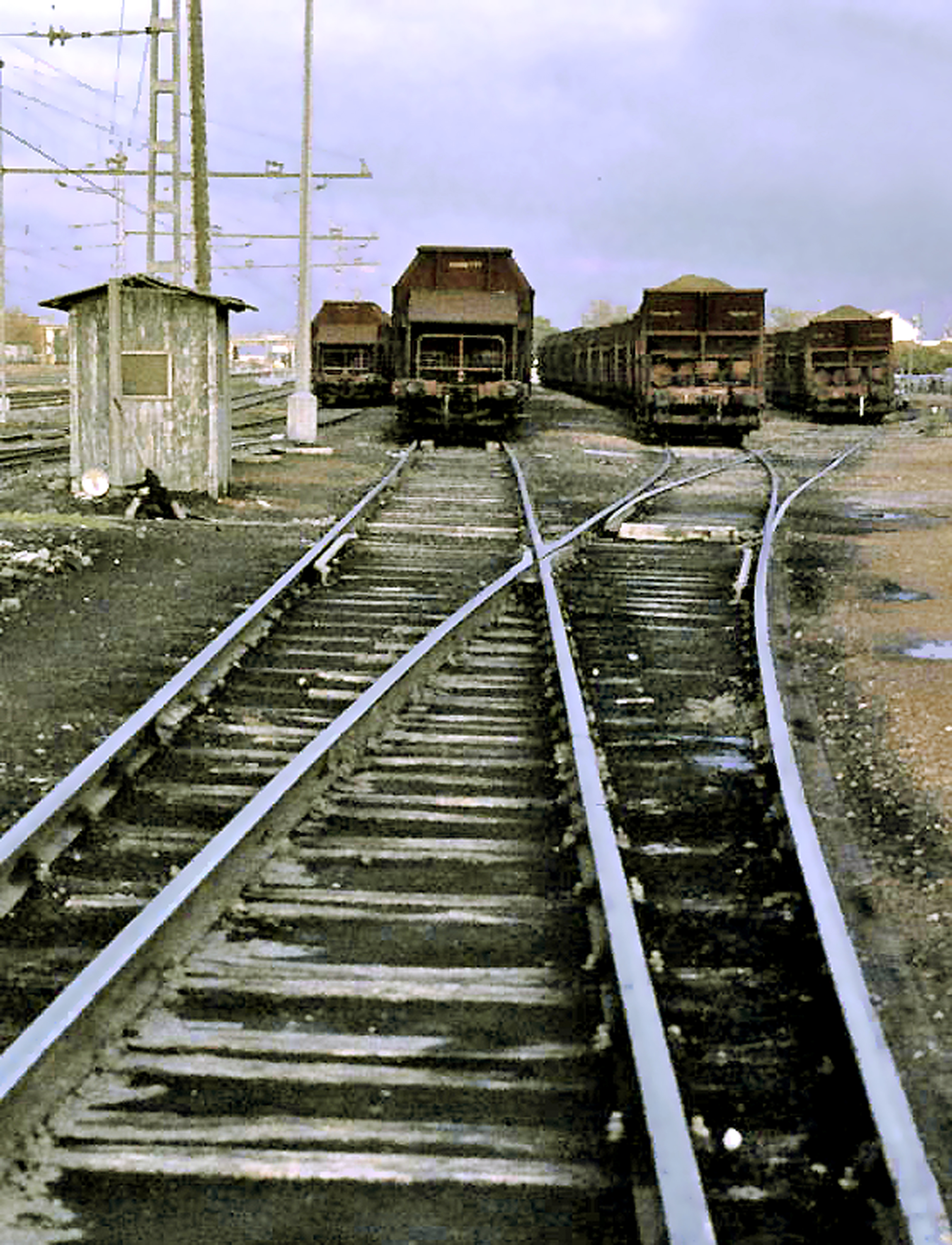
Vías e instalaciones de Vicálvaro-Empalme, en la década de 1970.

Vicálvaro-Empalme fue una estación de ferrocarril situada en el antaño municipio español de Vicálvaro, en la provincia de Madrid, actualmente la Comunidad de Madrid. Las instalaciones cumplían funciones de clasificación para mercancías y de enlace del ferrocarril del Tajuña con la red férrea de ancho ibérico.

## Historia
Las instalaciones de Vicálvaro-Empalme formaban parte de un ramal de 1,5 kilómetros que se desgajaba de la vía general del ferrocarril del Tajuña a través de una bifurcación. La estación era usada exclusivamente para el tráfico de mercancías, con el objetivo de facilitar los intercambios de productos entre la red ferroviaria de ancho ibérico y el ferrocarril del Tajuña —de ancho métrico—. El complejo contaba con muelles, un almacén de mercancías, una extensa playa de vías de ambos anchos y varias viviendas para el personal ferroviario. A poca distancia del complejo se encontraba la estación de Vicálvaro, de ancho ibérico.
El empalme se realizaba con la línea Madrid-Zaragoza controlada históricamente por las compañías MZA y RENFE.